# St Quintins Castle
St Quintins Castle är ett slott i Storbritannien.   Det ligger i kommunen Vale of Glamorgan och riksdelen Wales, i den södra delen av landet, 230 km väster om huvudstaden London. St Quintins Castle ligger 40 meter över havet.
Terrängen runt St Quintins Castle är platt. Runt St Quintins Castle är det tätbefolkat, med 411 invånare per kvadratkilometer. Närmaste större samhälle är Cardiff, 19,3 km öster om St Quintins Castle. Trakten runt St Quintins Castle består i huvudsak av gräsmarker.